# کارلو ترزولدی
کارلو ترزولدی (انگلیسی: Carlo Tresoldi; ۶ اکتبر ۱۹۵۲ – ۱۳ ژوئیهٔ ۱۹۹۵) بازیکن فوتبال اهل ایتالیا بود.
از باشگاه‌هایی که در آن بازی کرده‌است می‌توان به باشگاه فوتبال آ.ث. میلان و باشگاه فوتبال وارزه اشاره کرد.